# Robbio
Robbio est une commune italienne de la province de Pavie, dans la région Lombardie.

## Administration
| Période                                  | Période | Identité         | Étiquette    | Qualité |
| ---------------------------------------- | ------- | ---------------- | ------------ | ------- |
| 2014                                     | ...     | Roberto Francese | Lista civica |         |
| Les données manquantes sont à compléter. |         |                  |              |         |

## Personnalité
- Luigi Cantone (1917-1997), champion olympique d'escrime en 1948, est né à Robbio.
- Giovanni Grazioli
- Bartolomeo Marliani
- Casimiro Nay
- Silvio Piola

### Hameaux
La Torre.

### Communes limitrophes
Borgolavezzaro, Castelnovetto, Confienza, Nicorvo, Palestro, Rosasco, Vespolate.